# Patrimonium
Der Ausdruck Patrimonium (von lateinisch pater: „Vater“; die substantivierende Endung -monium geht auf den indogermanischen Stamm *men/mon mit der Bedeutung „Erinnerung/Ermahnung“ zurück) erfuhr eine Bedeutungsverengung im Laufe seiner Geschichte.

## Römisches Recht
Der Begriff Patrimonium (etymologisch patris munia, „Angelegenheiten des pater familias“) meinte zunächst die Vermögensangelegenheiten des pater familias. Die Bedeutung weitete sich jedoch auf die Rechtsgesamtheit des Vermögens im weiteren Sinn.
Römisch-privatrechtliches Vermögen beschränkte sich nicht nur auf sichtbare Sachherrschaftsrechte, sondern umfasste auch Pfand und Hypothek.
Negatives, in Schulden bestehendes Vermögen, wie es heute üblich ist, kannte die römische Rechtstradition nicht. Dem Patrimonium wurden nur Aktiva zugerechnet.
Patrimonium Caesaris oder Patrimonium principis bezeichnete seit Augustus das Vermögen das die römischen Kaiser privat erworben hatten. Das p. Caesaris stand neben der republikanischen Staatskasse (Aerarium Populi Romani) und den Finanzmitteln, die dem Kaiser als Amtsinhaber zustanden (fiscus Caesaris).

## Kirchengeschichte
Patrimonium Petri (auch patrimonium Ecclesiae, „Petri Erbgut“) ist das durch Schenkungen erworbene und immer mehr vergrößerte Vermögen der römischen Kirche, der Kirchenstaat, als dessen Gründer der Apostel Petrus angesehen wurde; im engeren Sinn die Teile des Kirchenstaats in nächster Nähe Roms, die den Päpsten bereits im 8. Jahrhundert zugefallen waren und 1860 von Sardinien nicht annektiert wurden, sondern bis 1870 im Besitz des Papstes blieben.

## Sozialgeschichte
Als „Patrimonium der Enterbten“ oder Erbteil der Besitzlosen hat man deren Arbeitslast bezeichnet. Als das Tabaksmonopol in Deutschland eingeführt werden sollte, war auch viel davon die Rede, dass man dadurch die Mittel zur Arbeiterversicherung und somit ein Patrimonium der Enterbten gewinnen könne.

## Kulturgut
Gelegentlich steht Patrimonium für das kulturelle Erbe, das Erbgut (daher auch der Titel der Schriftenreihe der Kulturstiftung der Länder Patrimonia). Beeinflusst ist diese Begriffsverwendung vom französischen patrimoine (Kulturgut).

## Popkultur
Patrimonium heißt auch ein Freeware-Computerspiel, welches zum Genre der klassischen Point-and-Click-Adventures gehört.